# Ivo Kantor
Ivo Kantor (* 20. srpna 1959) je český politik, v letech 2009–2010 krátce poslanec Parlamentu ČR za Moravskoslezský kraj, místostarosta Třince a člen ODS.

## Vzdělání, profese a rodina
Původním povoláním je středoškolský učitel. Po celý život žije v Třinci. Vystudoval Vysokou školu chemicko-technologickou v Pardubicích a Přírodovědeckou fakultu Univerzity Palackého v Olomouci. Působil jako středoškolský učitel fyziky a chemie. Je ženatý. S manželkou Marcelou má dvě děti.

## Politická kariéra
V komunálních volbách roku 1998 byl zvolen do zastupitelstva města Třinec jako bezpartijní za Demokratickou unii. Neúspěšně sem kandidoval za ODS v komunálních volbách roku 2002. Opětovně byl zvolen za ODS v komunálních volbách roku 2006 a komunálních volbách roku 2010. Profesně se uvádí jako středoškolský učitel. Od roku 2006 vykonává post radního a místostarosty města Třince. Ve funkci místostarosty byl potvrzen i po volbách roku 2010.
Ve volbách v roce 2006 kandidoval do poslanecké sněmovny za ODS (volební obvod Moravskoslezský kraj). Zvolen nebyl, ale do sněmovny usedl dodatečně 11. prosince 2009, kdy nahradil v dolní komoře českého parlamentu Pavla Hrnčíře, který se stal členem NKÚ. Ve sněmovně setrval do voleb roku 2010. V roce 2009 ve volbách 2010 svůj mandát neobhajoval.
Ve sněmovních volbách v roce 2025 kandiduje z 10. místa kandidátní listiny koalice SPOLU v Moravskoslezském kraji.